# Ginnastica ai Giochi della XXXIII Olimpiade - Concorso individuale maschile
Il concorso generale individuale maschile ai Giochi di Parigi 2024 si è svolto alla Palazzo dello Sport di Parigi-Bercy il 31 luglio 2024.

## Programma
| Data           | Ora (UTC+1) | Turno                           |
| -------------- | ----------- | ------------------------------- |
| 27 luglio 2024 | 11:00       | Qualificazioni - Suddivisione 1 |
| 27 luglio 2024 | 15:30       | Qualificazioni - Suddivisione 2 |
| 27 luglio 2024 | 20:00       | Qualificazioni - Suddivisione 3 |
| 31 luglio 2024 | 17:30       | Finale                          |

## Risultati

### Qualificazioni
I 24 ginnasti che hanno partecipato a questa gara sono stati decisi durante la fase di qualificazione, dove sono stati scelti anche i migliori 8 ginnasti di ogni disciplina, che hanno partecipato alle finali di specialità. A causa della regola dei passaporti ("two per country"), solo due ginnasti per ogni nazione possono prendere parte alla finale all-around.
| Pos. | Ginnasta            | Nazione       | Attrezzo     | Attrezzo | Attrezzo | Attrezzo  | Attrezzo  | Attrezzo | Totale | Note |
| Pos. | Ginnasta            | Nazione       | Corpo libero | Cavallo  | Anelli   | Volteggio | Parallele | Sbarra   | Totale | Note |
| ---- | ------------------- | ------------- | ------------ | -------- | -------- | --------- | --------- | -------- | ------ | ---- |
| 1    | Zhang Boheng        | Cina          | 14.466       | 14.333   | 14.666   | 14.666    | 15.333    | 15.133   | 88.597 | Q    |
| 2    | Shinnosuke Oka      | Giappone      | 14.333       | 14.466   | 14.000   | 14.233    | 15.300    | 14.533   | 86.865 | Q    |
| 3    | Daiki Hashimoto     | Giappone      | 13.733       | 14.466   | 13.733   | 14.566    | 14.833    | 13.733   | 85.064 | Q    |
| 4    | Xiao Ruoteng        | Cina          | 13.666       | 14.266   | 13.600   | 14.733    | 14.800    | 13.833   | 84.898 | Q    |
| 5    | Jake Jarman         | Gran Bretagna | 14.966       | 14.266   | 12.900   | 15.166    | 14.266    | 13.333   | 84.897 | Q    |
| 6    | Joe Fraser          | Gran Bretagna | 13.533       | 14.000   | 13.700   | 14.300    | 14.933    | 14.200   | 84.666 | Q    |
| 7    | Oleg Verniaiev      | Ucraina       | 13.066       | 15.033   | 13.600   | 14.866    | 15.266    | 12.800   | 84.631 | Q    |
| 8    | Yumin Abbadini      | Italia        | 13.933       | 14.200   | 13.400   | 14.000    | 14.200    | 14.200   | 83.933 | Q    |
| 9    | Carlos Yulo         | Filippine     | 14.766       | 13.066   | 13.000   | 14.800    | 14.533    | 13.466   | 83.631 | Q    |
| 10   | Fred Richard        | Stati Uniti   | 13.833       | 13.633   | 13.500   | 13.933    | 14.433    | 14.166   | 83.498 | Q    |
| 11   | Illia Kovtun        | Ucraina       | 14.533       | 13.466   | 13.066   | 14.166    | 15.166    | 12.766   | 83.163 | Q    |
| 12   | Matteo Giubellini   | Svizzera      | 13.800       | 14.233   | 13.233   | 13.900    | 14.500    | 13.400   | 83.066 | Q    |
| 13   | Paul Juda           | Stati Uniti   | 13.966       | 13.600   | 13.400   | 14.533    | 14.033    | 13.333   | 82.865 | Q    |
| 14   | Krisztofer Mészáros | Ungheria      | 12.900       | 13.633   | 13.500   | 14.366    | 14.733    | 13.666   | 82.798 | Q    |
| 15   | Jesse Moore         | Australia     | 13.966       | 13.700   | 13.033   | 14.233    | 14.200    | 13.566   | 82.698 | Q    |
| 16   | Mario Macchiati     | Italia        | 13.566       | 13.833   | 13.400   | 14.500    | 13.766    | 13.166   | 82.231 | Q    |
| 17   | Casimir Schmidt     | Paesi Bassi   | 13.700       | 13.300   | 13.766   | 13.900    | 14.066    | 13.366   | 82.098 | Q    |
| 18   | Milad Karimi        | Kazakistan    | 14.433       | 13.266   | 13.000   | 14.300    | 14.366    | 12.700   | 82.065 | Q    |
| 19   | Diogo Soares        | Brasile       | 13.100       | 13.600   | 13.033   | 14.200    | 13.933    | 14.133   | 81.999 | Q    |
| 20   | Florian Langenegger | Svizzera      | 13.633       | 13.633   | 12.933   | 14.433    | 14.166    | 13.100   | 81.898 | Q    |
| 21   | Noe Seifert         | Svizzera      | 14.100       | 13.866   | 13.366   | 14.066    | 14.600    | 11.800   | 81.798 | –    |
| 22   | Félix Dolci         | Canada        | 14.133       | 11.133   | 13.366   | 14.333    | 14.400    | 14.133   | 81.498 | Q    |
| 23   | Frank Rijken        | Paesi Bassi   | 13.600       | 13.400   | 12.933   | 13.300    | 14.600    | 13.400   | 81.233 | Q    |
| 24   | Nils Dunkel         | Germania      | 12.600       | 14.556   | 13.700   | 13.600    | 13.966    | 12.800   | 81.232 | Q    |
| 25   | Lorenzo Minh Casali | Italia        | 14.000       | 11.700   | 13.600   | 14.433    | 14.000    | 13.433   | 81.166 | –    |
| 26   | René Cournoyer      | Canada        | 13.333       | 13.033   | 13.933   | 13.766    | 14.333    | 12.400   | 80.798 | Q    |
| 27   | Joel Plata          | Spagna        | 14.166       | 13.566   | 13.433   | 12.933    | 12.433    | 13.666   | 80.197 | R1   |
| 28   | Abdulla Azimov      | Uzbekistan    | 12.966       | 14.400   | 12.166   | 13.866    | 13.766    | 12.800   | 79.964 | R2   |
| 29   | Samuel Zakutney     | Canada        | 13.233       | 12.233   | 12.600   | 13.633    | 13.966    | 14.033   | 79.698 | –    |
| 30   | Brody Malone        | Stati Uniti   | 12.666       | 12.100   | 14.233   | 13.833    | 14.533    | 12.233   | 79.598 | –    |
| 31   | Emre Dodanlı        | Turchia       | 12.800       | 11.766   | 12.866   | 14.466    | 13.966    | 13.733   | 79.597 | R3   |
| 32   | Luke Whitehouse     | Gran Bretagna | 14.533       | 11.733   | 12.400   | 14.500    | 13.900    | 12.466   | 79.532 | –    |
| 33   | Marios Georgiou     | Cipro         | 13.266       | 13.400   | 12.900   | 13.966    | 11.600    | 14.366   | 79.498 | R4   |

Riserve
Le riserve per la finale individuale all-around erano:
1. Joel Plata,  Spagna
2. Abdulla Azimov,  Uzbekistan
3. Emre Dodanlı,  Turchia
4. Marios Georgiou,  Cipro

Solo due ginnasti per ogni nazione possono avanzare alla finale all-around. I ginnasti che non si sono qualificati per la finale a causa della quota, ma hanno ottenuto punteggi sufficientemente alti per riuscirci sono stati:
- Noe Seifert,  Svizzera

### Finale
| Pos.    | Ginnasta            | Nazione       | Attrezzo     | Attrezzo | Attrezzo | Attrezzo  | Attrezzo  | Attrezzo | Totale |
| Pos.    | Ginnasta            | Nazione       | Corpo libero | Cavallo  | Anelli   | Volteggio | Parallele | Sbarra   | Totale |
| ------- | ------------------- | ------------- | ------------ | -------- | -------- | --------- | --------- | -------- | ------ |
| Oro     | Shinnosuke Oka      | Giappone      | 14.566       | 14.500   | 13.866   | 14.300    | 15.100    | 14.500   | 86.832 |
| Argento | Zhang Boheng        | Cina          | 13.233       | 14.333   | 14.600   | 14.500    | 15.300    | 14.633   | 86.599 |
| Bronzo  | Xiao Ruoteng        | Cina          | 14.333       | 14.266   | 13.800   | 14.833    | 14.766    | 14.366   | 86.364 |
| 4       | Illia Kovtun        | Ucraina       | 14.700       | 14.633   | 13.333   | 14.266    | 15.400    | 13.833   | 86.165 |
| 5       | Joe Fraser          | Gran Bretagna | 14.300       | 13.700   | 14.000   | 14.333    | 14.933    | 14.266   | 85.532 |
| 6       | Daiki Hashimoto     | Giappone      | 14.633       | 12.966   | 13.400   | 14.766    | 14.433    | 14.400   | 84.598 |
| 7       | Jake Jarman         | Gran Bretagna | 14.900       | 14.066   | 12.800   | 15.166    | 14.300    | 13.333   | 84.565 |
| 8       | Oleg Verniaiev      | Ucraina       | 13.933       | 14.833   | 13.533   | 14.400    | 15.000    | 12.700   | 84.399 |
| 9       | Krisztofer Mészáros | Ungheria      | 13.933       | 14.100   | 13.400   | 14.400    | 14.300    | 13.766   | 83.899 |
| 10      | Matteo Giubellini   | Svizzera      | 14.100       | 14.533   | 13.300   | 13.800    | 14.033    | 13.566   | 83.332 |
| 11      | Yumin Abbadini      | Italia        | 13.900       | 14.166   | 13.333   | 14.033    | 13.966    | 13.800   | 83.198 |
| 12      | Carlos Yulo         | Filippine     | 14.333       | 11.900   | 13.933   | 14.766    | 14.500    | 13.600   | 83.032 |
| 13      | Casimir Schmidt     | Paesi Bassi   | 13.666       | 13.900   | 13.833   | 14.400    | 13.633    | 13.066   | 82.498 |
| 14      | Paul Juda           | Stati Uniti   | 13.533       | 13.866   | 13.433   | 13.733    | 13.866    | 13.766   | 82.197 |
| 15      | Fred Richard        | Stati Uniti   | 13.200       | 12.733   | 13.600   | 14.100    | 14.133    | 14.400   | 82.166 |
| 16      | Florian Langenegger | Svizzera      | 14.066       | 13.566   | 13.366   | 14.133    | 13.700    | 13.033   | 81.864 |
| 17      | René Cournoyer      | Canada        | 13.600       | 13.100   | 13.700   | 13.733    | 14.300    | 13.300   | 81.733 |
| 18      | Nils Dunkel         | Germania      | 13.333       | 14.466   | 13.566   | 13.700    | 13.466    | 13.166   | 81.697 |
| 19      | Mario Macchiati     | Italia        | 13.666       | 13.966   | 13.300   | 14.166    | 13.233    | 13.166   | 81.497 |
| 20      | Félix Dolci         | Canada        | 14.366       | 12.533   | 13.766   | 14.366    | 14.333    | 11.733   | 81.097 |
| 21      | Jesse Moore         | Stati Uniti   | 12.533       | 14.466   | 12.866   | 14.333    | 13.866    | 12.366   | 80.430 |
| 22      | Frank Rijken        | Paesi Bassi   | 13.433       | 12.733   | 12.733   | 13.733    | 14.266    | 13.400   | 80.298 |
| 23      | Diogo Soares        | Brasile       | 13.133       | 11.566   | 12.033   | 14.500    | 13.733    | 13.733   | 78.698 |
| 24      | Milad Karimi        | Kazakistan    | 13.433       | 8.533    | 12.933   | 14.400    | 14.066    | 12.700   | 76.065 |